# Königstraße 43 (Lübeck)

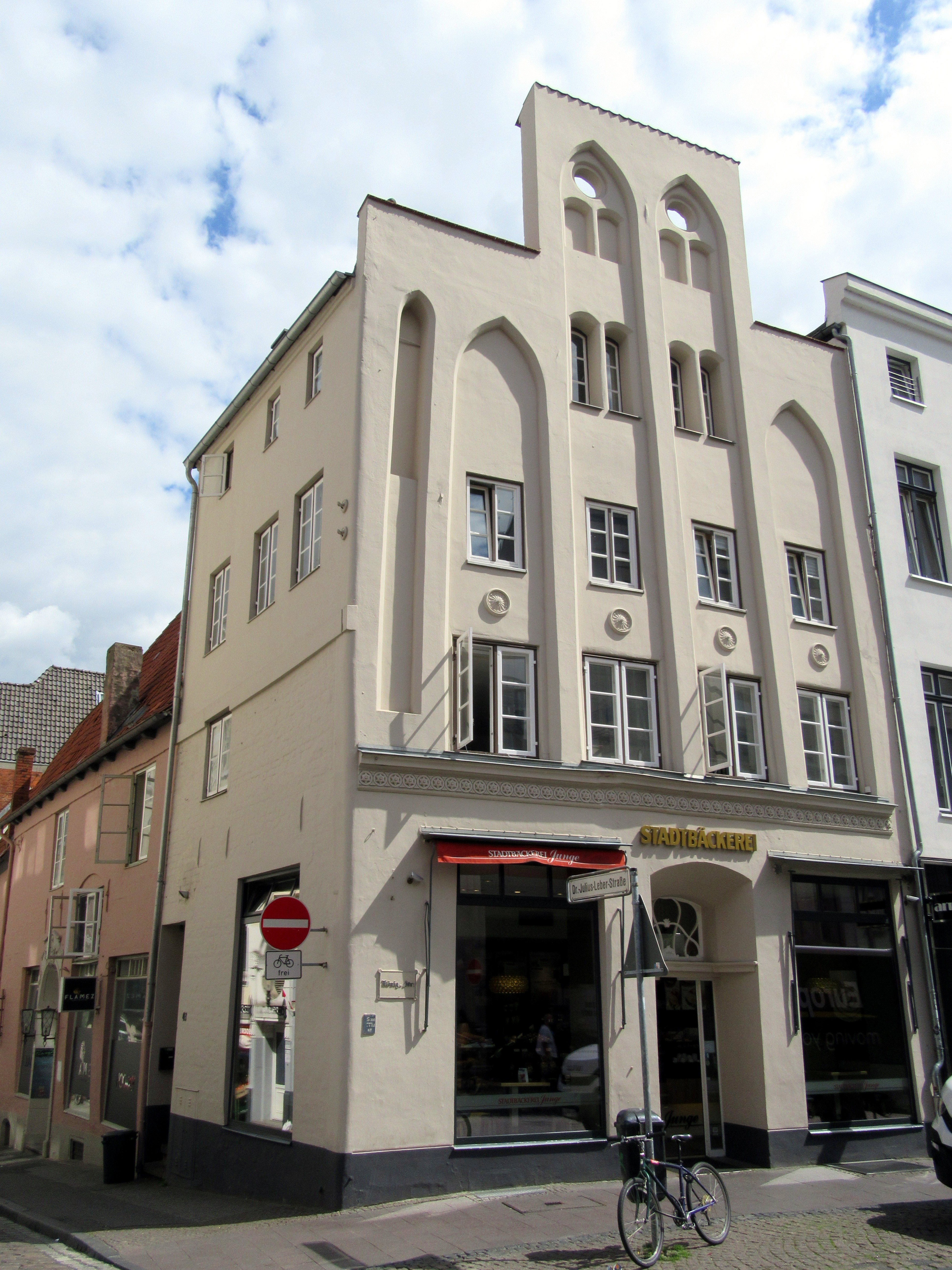
Königstraße 43 (2016)

Das Gebäude Königstraße 43 in der Königstraße der Lübecker Altstadt war für zwei Jahrhunderte Wohn- und Arbeitsort der Stadtphysici in Lübeck.

## Geschichte
Das Grundstück wurde erstmals 1321 erwähnt. Es wurde 1432 an den Lübecker Bürger Ludeke Stenhorst veräußert und 1546 von den Vorstehern der Stiftung Heiligen-Geist-Hospital in Lübeck für diese erworben. Es wurde von der Stiftung 1574 nebst den dazugehörigen Buden von der Stiftung an die Stadt Lübeck übertragen. Ab 1574 bis 1762 diente es als Physikatshaus den Stadtphysici als Wohn- und Arbeitsort.
Das Haus wurde 1815 von der Stadt wieder verkauft. Im 19. Jahrhundert wurde es als Giebelhaus mit unbewohnter Wohnbude in den Lübecker Registern geführt. Das Eckhaus war früher möglicherweise mit dem Hausgrundstück Dr.-Julius-Leber-Straße 22 als Einheit verbunden. Es steht seit 1967 unter Denkmalschutz. Im Haus erhalten ist ein Wandgemälde der Spätrenaissance mit einer bislang nicht identifizierten Inschrift.
Der in der Literatur zu findende Hinweis, seit dem 18. Jahrhundert habe sich darin ein Kaffeehaus befunden, das im 19. Jahrhundert Harmonie hieß, muss sich auf die heutige Nr. 41 (1906 Neubau) auf der anderen Seite der heutigen Dr.-Julius-Leber-Straße beziehen.